# 남한산성면
남한산성면(南漢山城面)은 경기도 광주시의 면이다.

## 개요
남한산성면은 서울 인접지역으로 수도권 보호기능을 담당해야 하는 지리적 특수 여건상 개발행위를 제한하고 있다. 병자호란 때 조선 인조가 피신했던 남한산성이 위치한 역사의 고장이며 사통팔달의 교통 요충지다. 전 지역이 수려한 자연 경관으로 인해 도시민의 일일 관광휴양지로 각광받고 있다.
이 지역은 과거 성남시 수정구, 중원구를 관할했던 구역이었으나, 1973년 7월 1일에 성남시로 분리되면서 산성리, 엄미리, 광지원리, 상번천리, 하번천리, 오전리, 불당리, 검복리 일대를 관할하는 지역으로 축소됐다.

## 연혁
- 백제 : 시조 온조왕이 이 지역 일대에 도읍을 정하고 하남 위례성이라 칭했다.
- 940년 : 고려 태조 23년 한주(漢州)에서 광주(廣州)로 개칭함.
- 1577년 ~ 1907년 : 성내의 성동, 북동과 성외의 검복리, 불당리, 오전리, 광지원리, 엄미리, 상산곡리, 상사창리, 남성리를 합하여 중부면이 됨.
- 1914년 4월 1일 : 행정 구역 통폐합으로 세촌면 상대원리, 수진리, 복정리, 창곡리, 탄리, 단대리 등 6개리를 중부면으로 합하여 산성리, 검복리, 불당리, 오전리, 광지원리, 엄미리, 상산곡리, 상대원리, 복정리, 창곡리, 탄리, 수진리의 13개리가 됨. 이 지역은 현재의 성남시 수정구의 전신이라고 볼 수 있겠다. 그 이전에는 해당 지역을 세촌면이라 칭했다고 한다.
- 1917년 : 산성리에 있던 광주군청을 경안면 경안리로 이전.
- 1965년 : 서울시의 판자촌 주민을 성남 지역에 대거 이주시키면서 중부면에 성남출장소가 설치되어 성남의 6개리(구 세촌면 지역 : 상대원리, 수진리, 복정리, 창곡리, 탄리, 단대리)를 관할
- 1973년 7월 1일 : 성남시가 신설되면서 중부면의 상대원리, 창곡리, 복정리, 단대리, 탄리, 수진리가 성남시에 이관되고, 초월면 상번천리, 하번천리가 중부면으로 편입됨. 면청사가 산성리에서 광지원리로 이전함.
- 1989년 1월 1일 : 하남시가 신설되면서 중부면의 상산곡리가 하남시로 편입되었으며, 현재는 8개(산성리, 엄미리, 광지원리, 상번천리, 하번천리, 오전리, 불당리, 검복리)의 법정리와 11개의 행정리로 구성됨.[1]
- 2015년 10월 16일 : 면의 이름이 중부면에서 남한산성면으로 변경됨.[2]

## 법정리 및 자연마을
- 산성리(山城里)
- 엄미리(奄尾里): 산곡 분기점 소재지
  - 안말(기와집말), 뒷말, 미라울, 벽수골(碧水谷), 새말
- 광지원리(光池院里): 면 행정복지센터 소재지
  - 안말, 바깥말, 섬말
- 오전리(梧田里)
  - 오야소마을, 좁은목마을, 둔전말
- 상번천리(上樊川里)
  - 벌내마을, 관청수마을(觀靑水), 송현(松峴, 솔치), 안골, 뒷골
- 하번천리(下樊川里)
  - 박진이마을, 은곡마을(隱谷), 양짓말
- 불당리(佛堂里)
  - 아랫말, 윗말, 연자말
- 검복리(黔伏里)
  - 양짓말, 건넛말

## 특산물
- 포도
- 느타리버섯
- 아욱

## 교육
- 번천초등학교
- 광지원초등학교
- 남한산초등학교

## 문화재

### 유네스코 세계유산, 사적
- 남한산성 - 유네스코 세계유산, 사적 제57호

### 사적
- 남한산성 행궁- 사적 제80호

### 경기도 유형문화재
- 수어장대-경기도 유형문화재 제1호.
- 숭렬전 - 경기도 유형문화재 제2호.
- 청량당 - 경기도 유형문화재 제3호.
- 현절사 - 경기도 유형문화재 제4호.
- 침괘정 - 경기도 유형문화재 제5호.
- 연무관 - 경기도 유형문화재 제6호가 있다.

### 경기도 기념물
- 망월사지 - 경기도 기념물 제111호

### 경기도 문화재자료
- 장경사 - 경기도 문화재자료 제15호
- 지수당 - 경기도 문화재자료 제14호

### 광주시 향토유적
- 남옹성 무인각석 - 광주시 향토유적 제5호